# Kormovoie (Rostov)
|  | Per a altres significats, vegeu «Kormovoie». |

Kormovoie (en rus: Кормовое) és un poble de l'óblast de Rostov, a Rússia, que en el cens del 2010 tenia 886 habitants, pertany al districte de Remóntnoie.